# Pave Leo 4.
Leo 4. (790 - 17. juli 855) var pave fra 10. april 847 til sin død i 855.  Han blev husket for at have repareret en del af de romerske kirker, der var blevet ødelagt under de arabiske angreb på byen, og for at organisere de italienske byer til at kæmpe sammen i slaget ved Ostia mod saracenerne.